# Peter Otzen
Peter Otzen (* 2. August 1810 in Flensburg; † 6. August 1891 in Burg auf Fehmarn) war ein schleswig-holsteinischer evangelisch-lutherischer Geistlicher und Politiker.

## Leben
Peter Otzen war ein Sohn des Branntweinbrenners Thomas Otzen und dessen Frau Marinke, geb. Lund. Er besuchte das Alte Gymnasium in Flensburg von Ostern 1826 bis Michaelis 1830. Anschließend studierte er, mit Unterbrechungen, Evangelische Theologie an der Universität Kiel. 1837 bestand er das Amtsexamen (2. Charakter mit Auszeichnung). Von Michaelis 1837 bis Ostern 1839 war er Hauslehrer bei Pastor Bruhn in Bornhöved. Ordiniert im Mai 1839, erhielt er im September eine Pfarrstelle in Olderup.
Zwar hatte er sich im Vorfeld der Schleswig-Holsteinischen Erhebung gegen die Inkorporation des Herzogtums Schleswig in das Königreich Dänemark ausgesprochen. Ende April 1848 weigerte er sich aber, die Provisorische Regierung anzuerkennen, da dies nicht mit seinem dem dänischen König geleisteten Eid zu vereinbaren sei. Deshalb wurde er am 13. Mai 1848 von seinem Amt suspendiert. Er ging nach Flensburg, wo er im April 1850 die Schrift Wider die Schleswig-Holsteiner und für Dänemark veröffentlichte. Noch vor dem Friedensvertrag vom 2. Juli 1850 wurde er am 29. April 1850 wieder in sein Amt eingesetzt, nachdem sein von der Provisorischen Regierung eingesetzter Nachfolger entlassen worden war.

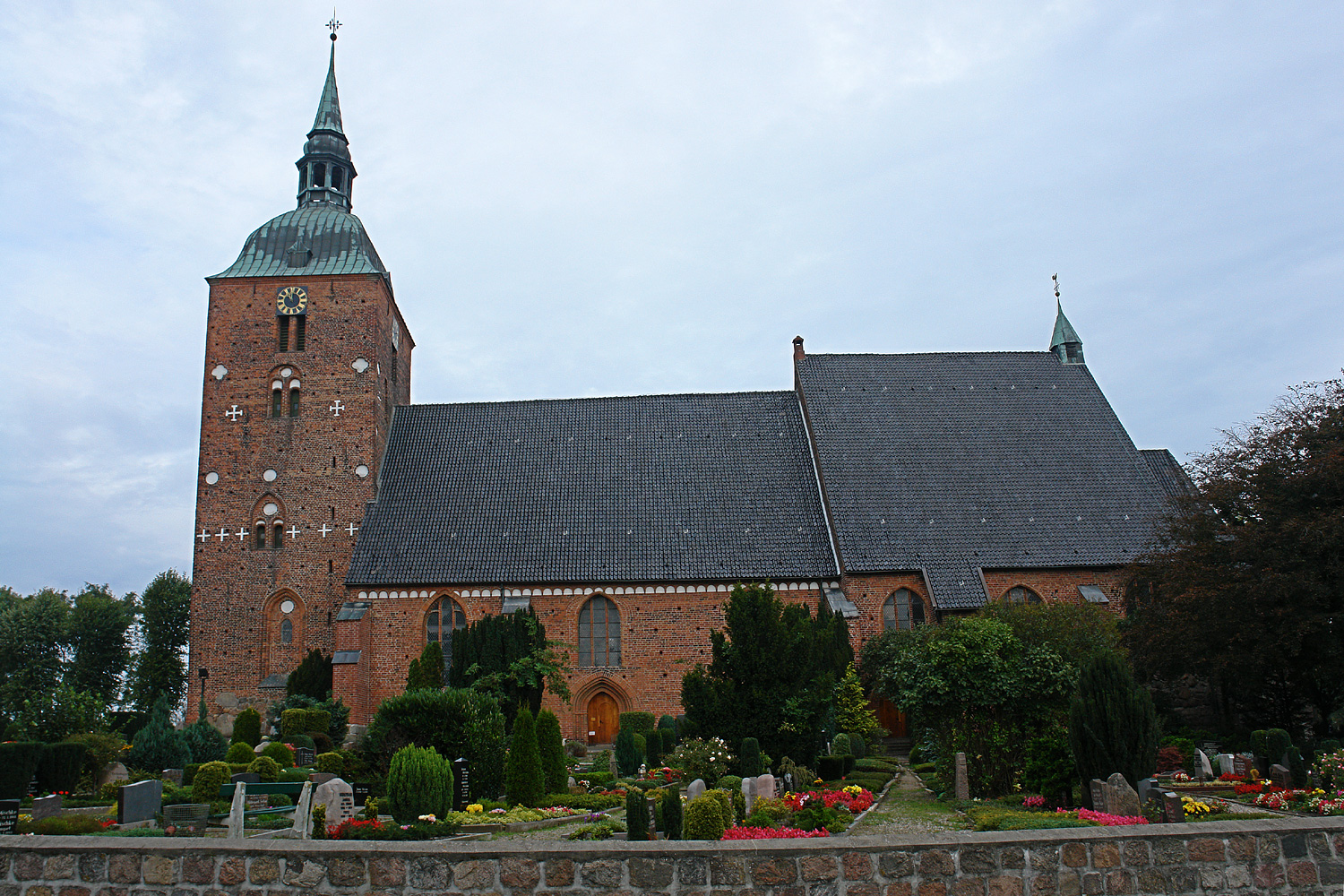
St. Nikolai (Burg auf Fehmarn)

Am 5. September 1850 wurde er von der dänischen Regierung als Pastor an der Nicolaikirche in Quern eingesetzt, da auch dort der Vorgänger abgesetzt worden war. Trotzdem sprach er sich gegen die Dänischen Sprachreskripte von 1851 aus und weigerte sich, vor seiner deutschsprachigen Gemeinde dänisch zu predigen. Auch deswegen wurde er am Reformationstag 1851 zum Pastor an St. Nikolai in Burg und Propst für Fehmarn berufen. Für zwei Legislaturperioden wurde er 1854 und 1860 Deputierter der Geistlichkeit in der Schleswigschen Ständeversammlung (Fehmarn gehörte historisch zum Herzogtum Schleswig). Er war Präsident der Versammlung für die Sitzungsperioden vom 15. November bis 5. Dezember 1855, vom 15. Dezember 1856 bis 21. Februar 1857, vom 20. Januar bis zum 19. März 1860 sowie 1863. Seine Amtszeit war vom sich verschärfenden Konflikt in der Schleswig-Holstein-Frage und von Kompetenzbeschneidungen der Versammlung durch den königlichen Kommissar überschattet.
Nach dem Sieg der Preußen im Deutsch-Dänischen Krieg setzte sich Otzen in Berlin dafür ein, dass die Landschaft Fehmarn wie Eiderstedt ein eigener Kreis in der Provinz Schleswig-Holstein werden sollte. Dieser Plan blieb jedoch erfolglos: Fehmarn kam 1867 zum Kreis Oldenburg in Holstein.
1881 ging Otzen in den Ruhestand.
Seit 1846 war er verheiratet mit Anna Auguste, geb. Petersen (* 13. November 1809), einer Tochter des Branntweinbrenners Peter Christopher Petersen in Flensburg.

## Werke
- Wider die Schleswig-Holsteiner und für Dänemark. Im April 1850.

## Auszeichnungen
- Dannebrogorden, Ritter (6. Oktober 1853)